# Фусу Дмитро Васильович
Дмитро (Думитру) Васильович Фусу (25 березня 1938 року, Паркова, Бєльцький повіт — 14 січня 2014 року, Кишинів) — радянський і молдавський актор, режисер і сценарист, директор студії «Молдова-фільм».

## Життєпис
Думитру Фусу народився 25 березня 1938 року в селі Паркова (тоді Бєльцький повіт, Румунське королівство, зараз Єдинецький район Молдови). У 1955—1960 роках навчався у театральному училищі імені Бориса Щукіна, а в 1977—1979 роках — на Вищих курсах сценаристів і режисерів .
У 1960—1970-ті роки з деякими перервами працював у кишинівському театрі «Лучаферул». 1968 року заснував молдавський «Театр одного актора». У 1979—1984 роках — директор студії « Молдова-фільм». У 1999 році організував у Кишиневі Міжнародний театральний фестиваль One Man Show . Викладав у інституті мистецтв імені Г. Музическу . Режисер вистав на телебаченні та у театрах республіки.
Дебютував у кінематографі з 1961 року (перша роль — міліціонер у фільмі Михайла Каліка «Людина йде за сонцем»).
У 2005 році переніс інсульт, після якого залишався паралізованим протягом 9 років. Наприкінці 2013 року він мав інфаркт міокарда. Помер 14 січня 2014 року в лікарні в Кишиневі, похований на центральному цвинтарі Кишинева.

## Родина
- Дружина — художниця, іконописець Марія Мардаре-Фусу
  - Син — Міхай Фусу
  - Дочка — Ана Марія Фусу
  - Дочка — Руксанда Ляху
  - Син — Іоан Фусу

## Фільмографія

### Актор
1. 1961 — Людина йде за сонцем («Молдова-фільм») — Ріке, міліціонер, хлопець Ленуці
2. 1962 — Подорож у квітень (Кэлэторие ын април; Молдова-фільм)
3. 1964 — Коли відлітають лелеки — Іона, тракторист
4. 1966 — Гіркі зерна (Молдова-фільм) — Сиплий
5. 1969 — Десять зим за одне літо (Zece ierni pe-o vara; Молдова-филм) — священик
6. 1969 — Весілля у палаці (Молдова-фільм) — Багрум, міліціонер
7. 1971 — Лаутари (Молдова-фільм)
8. 1973 — Дмитрій Кантемір (Молдова-фільм) — Реіс Еффенді, турецький візир і друг Кантеміра (дублював Юрій Соловйов)
9. 1974 — Довгота дня — Аргир
10. 1975 — Що людині треба — Ботнару
11. 1978 — Кентаври (СРСР, Угорщина, Чехословаччина; у титрах Д. Фуссу)
12. 1982 — Все могло бути інакше (Молдова-фільм)
13. 1982 — Весільна подорож перед весіллям (Молдова-фільм) — епізод
14. 1984 — Як стати знаменитим (Молдова-фільм) — епізод
15. 1986 — Проміньферул (Молдова-фільм)
16. 1988 — Смерч (Таджикфільм)
17. 2001 — Дванадцята осінь (Росія; Кіностудія ім. Горького, Сінема Спейс) — епізод

### Режисер
1. 1981 — Шосе (короткометражний)

### Сценарист
1. 1970 — Віч-на-віч (короткометражний)